# Franz Gruber (chanteur)
Pour les articles homonymes, voir Franz Gruber.
Franz Gruber (né en 1882 à Munich, mort en 1932 dans la même ville) est un chanteur allemand d'opéra et d'opérette.

## Biographie
Gruber reçoit sa formation en tant qu'acteur à Munich avant de faire ses débuts en 1900 au Münchner Volkstheater. Il fait ensuite une formation vocale, qu'il complète en partie avec son père et dans les années 1901-1902 un engagement au Théâtre Thalia de Sarrebruck.
Il fait ses débuts de chanteur en 1902 au théâtre de Ratisbonne (de) et en 1903 au Staatstheater am Gärtnerplatz de Munich, principalement dans l'opérette. En même temps, il continue à travailler sur la formation de sa voix et es impliqué en 1915 à l'opéra de Munich, où il fait ses débuts dans le rôle de Manrico dans Il trovatore de Giuseppe Verdi.
Le 28 mars 1916, il chante lors de la première mondiale au Bayerischer Hofoper de Munich le rôle d'Alfonso dans l'opéra Violanta d'Erich Wolfgang Korngold et le rôle de Florian dans Der Ring des Polykrates de Korngold. Dans ce théâtre, Gruber chante également interprète Hoffmann dans Les Contes d'Hoffmann, Don José dans Carmen de Bizet et Pedro dans Tiefland d'Eugen d'Albert et participe à la première mondiale de Theophano de Paul Graener le 5 juin 1918.
Gruber va en 1921 au théâtre de Dessau (de), où il est le Heldentenor tels que Lohengrin, Siegmund, Siegfried ou Empereur dans Die Frau ohne Schatten de Richard Strauss.
Il joue de 1924 à 1926 à l'Opéra de Hanovre, entre 1927 et 1929 il est invité plusieurs fois au Wiener Staatsoper puis fait en 1932 une tournée dans les Pays-Bas après des invitations dans différentes scènes allemandes. En 1926, il s'engage au théâtre de Nuremberg où il reste jusqu'à sa mort.

## Répertoire sélectif

### Opéra
- Konrad dans Hans Heiling de Heinrich Marschner
- Hugo von Ringstetten dans Undine (de) d'Albert Lortzing
- Gomez dans Das Nachtlager von Granada de Conradin Kreutzer
- Froh et Loge dans Das Rheingold de Richard Wagner
- Aegisth dans Elektra de Richard Strauss

### Opérette
- Paris dans La Belle Hélène de Jacques Offenbach
- Sándor Barinkay dans Der Zigeunerbaron de Johann Strauss II
- Symon Rymanowicz dans Der Bettelstudent de Carl Millöcker
- Camille de Rosillon dans La Veuve joyeuse de Franz Lehár
- Armand Brissard dans Le Comte de Luxembourg de Franz Lehár